# Hanneke Oosterwegel
Hanneke Oosterwegel (Diepenveen, 10 de diciembre de 1996) es una deportista neerlandesa que compite en atletismo. Se especializa en la distancia de 400 metros sprint y se convirtió en campeona neerlandesa en esta distancia en 2022.

## Trayectoria
Como juvenil, Oosterwegel se clasificó para el Campeonato Europeo Sub-23 en los 400 metros vallas. Sin embargo, tuvo que retirarse en el último minuto. En 2017, fue nominada a deportista del año en Deventer.
En el Campeonato Neerlandés de Atletismo de 2021, Oosterwegel ganó una medalla de bronce en los 400 metros. En parte debido a este resultado, Oosterwegel fue incluida en la lista de reserva para los Juegos Olímpicos de Tokio 2020 en el relevo 4 × 400 metros femenino y el relevo 4 × 400 metros mixto. La hermana de Hanneke, Emma Oosterwegel, ganó una medalla de bronce en heptatlón en estos Juegos Olímpicos. Hanneke Oosterwegel no compitió.
En el Campeonato Neerlandés de Atletismo de 2022, Oosterwegel se proclamó campeona nacional de 400 metros. Ese mismo año, participó en el Campeonato Europeo en Múnich como reserva. En el Campeonato Mundial de 2022 en Eugene, formó parte de la selección para el relevo 4 × 400 metros. Fue descalificada del equipo neerlandés de relevos tras un cambio incorrecto.

## Vida personal
La hermana de Hanneke, Emma Oosterwegel, también es atleta y miembro del AV Daventria 1906. Emma compitió en los Juegos Olímpicos de 2020, el Campeonato Mundial de 2022 y los Juegos Olímpicos de 2024. El padre de Hanneke es el propietario del club de atletismo AV Daventria 1906. En 2017, Hanneke estudió química en Estados Unidos, donde compaginó esta carrera con su vida deportiva.